# Mai 1981

## Événements
- En Suède, des milliers de cols-blancs cessent le travail, sur fond de crise gouvernementale.
- En Espagne, des centaines de personnes présentent les symptômes d’une pneumopathie foudroyante, qui se révèle être une intoxication alimentaire à grande échelle ;  c’est le début du Scandale de l’huile frelatée.

- 2 mai (Rallye automobile) : arrivée du Tour de Corse.

- 3 mai (Formule 1) : Grand Prix automobile de Saint-Marin.

- 5 mai (Irlande du Nord) : Bobby Sands, militant irlandais, meurt d’une grève de la faim en prison avec dix autres prisonniers républicains. Émeutes dans plusieurs grandes villes.

- 10 mai : élection de François Mitterrand à la présidence de la République française.

- 13 mai : tentative d’assassinat contre le pape Jean-Paul II à Rome par Mehmet Ali Ağca, un jeune turc.

- 17 mai (Formule 1) : Grand Prix automobile de Belgique.

- 17 - 18 mai : référendum sur la loi pour l’avortement en Italie. La majorité s’oppose à l’abrogation.

- 21 mai : discours d'investiture de François Mitterrand[1].

- 25 mai : face à la guerre Iran-Irak, les Émirats arabes unis, Oman et l’Arabie saoudite forment le Conseil de coopération du Golfe (CCG), qui établit une coopération économique, politique et militaire.

- 26 mai : 
  - Le président du Conseil italien Arnaldo Forlani démissionne.
  - Italie : le républicain Giovanni Spadolini remplace Arnaldo Forlani à la tête d’un gouvernement de coalition (pentapartisme) comprenant démocrates-chrétiens, socialistes, sociaux-démocrates, républicains et libéraux. Pour la première fois depuis 1945, la Démocratie chrétienne cède la direction du gouvernement à un autre parti, le Parti républicain italien.

- 31 mai (Formule 1) : Grand Prix automobile de Monaco.

## Naissances
- 2 mai : L'Algérino, rappeur français.
- 3 mai : 
  - Léonie Bischoff, auteure et dessinatrice de bandes dessinées.
  - Christophe Dettinger, boxeur français.
- 4 mai : Soan Faya, vainqueur de la Nouvelle Star 7.
- 5 mai : 
  - Craig David, chanteur britannique.
  - Luke Helder, étudiant américain, poseur de bombes, surnommé le Midwest Pipe Bomber.
- 7 mai : 
  - Vincent Clerc, joueur de rugby à XV et à sept français.
  - Maria Radner, contralto allemande († 24 mars 2015).
- 8 mai :
  - Stephen Amell, acteur canadien.
  - Andrea Barzagli, footballeur italien.
  - Tatyana Dektyareva, athlète russe.
  - Rashid Shafi al-Dosari, athlète qatarien.
  - Jan-Armin Eichhorn, lugeur allemand.
  - Fanta Keita, judokate sénégalaise († 30 octobre 2006).
  - Tomasz Motyka, escrimeur polonais
  - Srđan Radonjić, footballeur monténégrin.
  - Alfredo Simón, joueur de baseball dominicain.
  - Yasuko Tajima, nageuse japonaise.
  - Blaž Vrhovnik, sauteur à ski slovène.
- 9 mai : 
  - Yu Yokoyama, chanteur et acteur japonais.
  - Denis Pouchiline, Homme politique ukrainien.
- 10 mai : Sabrina Sebaihi, femme politique française.
- 11 mai :
  - Barcella, chanteur français.
  - Adam Hansen coureur cycliste australien.
  - Marc Hecker, politologue français.
  - Lauren Jackson, joueuse australienne de basket.
  - Daisuke Matsui, footballeur japonais.
  - Olumide Oyedeji, joueur de basket nigérian.
- 12 mai : 
  - Rami Malek, acteur américain et égyptien.
  - Abdoulaye Maïga, officier et homme d'État malien.
- 13 mai : Florent Mothe, chanteur français.

Benoit Dohin, winner et entrepreneur francais
- 15 mai : 
  - Myriam Abel, chanteuse française.
  - Patrice Évra, footballeur français.

Paul-Antoine Briat, winner et entrepreneur français 
- 16 mai : Joseph Morgan, acteur anglais.
- 17 mai : Bastien Lucas, chanteur français.
- 20 mai : 
  - Iker Casillas, footballeur espagnol.
  - Wally Adeyemo, est un conseiller économique et politique nigérian-américain.
- 21 mai :
  - Rachel Kolly d'Alba, violoniste soliste suisse.
  - Belladonna, actrice pornographique américaine.
  - Cyril Bernos, humoriste français
- 29 mai : Andreï Archavine, footballeur russe
- 30 mai : Devendra Banhart, auteur-compositeur chanteur américain.

## Décès
- 5 mai : Bobby Sands, républicain irlandais, membre de l’IRA provisoire.
- 11 mai :
  - Bob Marley, chanteur de reggae jamaïcain (° 1945).
  - Odd Hassel, chimiste norvégien.
  - Salvatore Inzerillo, membre de la mafia sicilienne.
- 16 mai : Soeroso, homme politique indonésien (°3 novembre 1893).
- 18 mai : Juanita Cruz, matador espagnol (° 12 février 1917).
- 22 mai : Victoriano de La Serna, matador espagnol (° 1er septembre 1910).
- 28 mai : Stefan Wyszyński, cardinal et primat de Pologne (° 3 août 1901).